# Ekiti
Ekiti je jeden ze 36 států Nigérie. Leží v jihozápadní části země a jeho hlavním městem je Ado Ekiti. Na severu sousedí se státem Kwara, na severovýchodně se státem Kogi, na jihu a na jihovýchodě se státem Ondo a na západě se státem Osun. Vznikl v říjnu 1996 oddělením od státu Ondo. Dominantním etnikem ve státě jsou Jorubové. Je jedním z nejmenších států v zemi jak z hlediska rozlohy, tak z hlediska populace, která v roce 2022 čítala na poměry Nigérie nízkých 3,6 milionu obyvatel.  
Stát je specifický pro svůj vysoký podíl vysokoškolských učitelů a vzdělaných lidí. V březnu 2022 se stát Ekiti stal prvním nigerijským státem, který si uzákonil oficiální státní strom. Asi 90 % obyvatel státu jsou křesťané, dalších asi 5 % obyvatel vyznává islám a zbylí obyvatelé vyznávají různá domorodá náboženství. V minulosti byly části státu ovládány Říší Oyo nebo Beninskou říší. Dominantním zdrojem příjmů pro stát je zemědělství, pěstují se zde zejména plodiny jako jam, kakao, rýže nebo maniok. Dále je pro oblast významné lesnictví a v omezené míře také turismus. 